# Sandra Laugier
Sandra Laugier (ur. 30 kwietnia 1961 w Paryżu) – francuska filozofka, zajmująca się etyką, filozofią języka, filozofią działania i filozofią nauki. Jest obecnie profesorem na Uniwersytecie Paryż 1 oraz dyrektorką ds naukowych Instytutu Badań Humanistycznych i Społecznych (INSHS, Institut des sciences humaines et sociales) w CNRS; wcześniej była profesorem na Uniwersytecie Pikardyjskim w Amiens (do 2010).
Sandra Laugier pracowała nad filozofią J. L. Austina i L. Wittgensteina; przedstawiła również czytelnikowi francuskiemu wiele aspektów filozofii typowo amerykańskiej (m.in. dzieła Emersona, Thoreau oraz Cavella). W chwili obecnej zajmuje się przede wszystkim etyką, etyką troski i gender studies.

## Publikacje

### Monografie
- L'anthropologie logique de Quine, Paris, Vrin, 1992,
- Recommencer la philosophie : la philosophie américaine aujourd'hui, Paris, PUF, 1999,
- Du réel à l'ordinaire : quelle philosophie du langage aujourd'hui ?, Paris, Vrin, 1999,
- Faut-il encore écouter les intellectuels ?, Paris, Bayard, 2003,
- Une autre pensée politique américaine : la démocratie radicale, de R.W. Emerson à S. Cavell, Paris, Michel Houdiard éditeur, 2004.
- Qu'est-ce que le care ? (& P. Paperman & P. Molinier), Paris, Payot, 2009.
- Wittgenstein. Les sens de l'usage, Paris, Vrin, 2009
- Wittgenstein. Le mythe de l’inexpressivité, Paris, Vrin, 2010
- Pourquoi désobéir en démocratie ? (z Albertem Ogienem), Paris, La Découverte, 2010[1]
- Why We Need Ordinary Language Philosophy, Chicago, The University of Chicago Press, 2013
- Face aux désastres. Une conversation à quatre voix sur la folie, le care et les grandes détresses collectives (z Anne M. Lovell, Stefania Pandolfo, Veena Das), Paris, Ithaque, 2013
- Le Principe démocratie (z Albertem Ogienem), Paris, La Découverte, 2014
- Recommencer la philosophie. Stanley Cavell et la philosophie en Amérique, Paris, Vrin, 2014
- Etica e politica dell'ordinario, Milano, LED Edizioni, 2015
- Antidémocratie, (z Albertem Ogienem), Paris, La Découverte, 2017
- Nos vies en series, Paris, Climats, 2019

### Artykuły
- Strona internetowa

Artykuły dostępne w sieci

#### po angielsku
- Wywiad z Sandrą Laugier & Albertem Ogieniem na temat nieposłuszeństwa obywatelskiego.
- Notatki o Stanleyu Cavellu

#### po francusku
- Teksty w piśmie Multitudes
- "Charité, traduction radicale et prélogicité". formes-symboliques.org. [zarchiwizowane z tego adresu (2011-07-25)].
- "Le privé, le secret et la voix du langage ordinaire". formes-symboliques.org. [zarchiwizowane z tego adresu (2012-02-07)].
- "Quine – approches anthropologiques en philosophie analytique". formes-symboliques.org. [zarchiwizowane z tego adresu (2011-07-25)].
- "Comment ils se sont disputés". passant-ordinaire.com. [zarchiwizowane z tego adresu (2015-01-04)].